# Gare de Somain
Gare de Somain vasútállomás Franciaországban, Somain településen.

## Vasútvonalak
Az állomást az alábbi vasútvonalak érintik:
- Douai-Blanc-Misseron-vasútvonal
- Busigny-Somain-vasútvonal

## Kapcsolódó állomások
A vasútállomáshoz az alábbi állomások vannak a legközelebb:
- Gare de Montigny-en-Ostrevent
- Gare de Wallers
- Gare de Cambrai-Ville